# Метт Мерфі (музикант)
Ме́тт Ме́рфі (англ. Matt Murphy), повне ім'я Ме́ттью Та́йлер Ме́рфі (англ. Matthew Tyler Murphy; 29 грудня 1927, Санфлауер, Міссісіпі — 15 червня 2018, Маямі) — американський блюзовий гітарист. Відомий як гітарист в гурті Мемфіса Сліма.

## Біографія
Народився 29 грудня 1927 (за іншими даними 1929) року в Санфлауері, штат Міссісіпі. Його родина, член якої був брат Флойд Мерфі, переїхала до Мемфіса, коли він був дитиною.
Разом зі свої братом Флодом стали відомими на початку 1950-х на мемфіській сцені (саме Флойд у 1953 році зіграв на записах «Feelin' Good» і «Mystery Train» Літтла Джуніора Паркера) і його гурту the Blue Flames для Sun). Грав з Хауліном Вульфом у 1948 році (губний гармоніст Літтл Джуніор Паркер також був учасником гурту на той час). Також записувався з Паркером і Боббі «Блу» Блендом на лейблі Modern; потім у 1952 році грав з гуртом House Rockers Мемфіса Сліма.
Записувався зі Слімом на лейблі United (1952—1954) і на Vee-Jay (1958—1959). У 1961 році записав зі Слімом LP на Strand під назвою The World's Foremost Blues Singer; також працював з Чаком Беррі, Отісом Рашем («So Many Roads, So Many Trains»), Сонні Бой Вільямсоном, Еттою Джеймс, the Vibrations на Chess. У 1963 році взяв участь у гастролях до Європи у складі Американського фольк-блюзового фестивалю (разом зі Слімом, Сонні Бой Вільямсоном, Мадді Вотерсом, Лонні Джонсоном, Біг Джо Вільямсом, Вікторією Спайві і Віллі Діксоном). Під час тих гастролів (за підтримки Ліппманна і Рау), Мерфі виконав в якості соліста композицію «Matt's Guitar Boogie» (на якій йому акомпанували Слім і Діксон); саме ці гастролі дозволили його розпочати сольну кар'єру. У 1967 році зіграв на альбомі Бадді Гая I Left My Blues in San Francisco; 1969 році взяв участь у записі дебютного альбому Коко Тейлор на Chess.
У 1970-х працював з губним гармоністом Джеймсом Коттоном. У 1974 році взяв участь у записі альбому Коттона 100 % Cotton (на якому виконав «Boogie Thing»). У 1978 році приєднався до гурту the Blues Brothers. Знявся у фільмі «Брати Блюз» (1980) і «Брати Блюз 2000» (1998), зігравши роль чоловіка Арети Франклін.
Виступав сольно; у 1990 році записав альбом в якості соліста, Way Down South, на лейблі Antone's (з братом Флойдом на ритм-гітарі). У 2007 році переніс інсульт. Його репертуар включає жанри блюз, джаз, фанк і ритм-енд-блюз.

## Дискографія
- Way Down South (Antone's, 1990)
- The Blues Don't Bother Me (Roesch, 1996)
- Lucky Charm (Roesch, 2000)
- Last Call (Bluzpik, 2010)